# استثناء فلسطين
استثناء فلسطين المعروف أيضًا باسم استثناء فلسطين لحرية التعبير، هو مصطلح يُطلق على الاستثناء القانوني الموصوف للتعديل الأول لدستور الولايات المتحدة وقوانين حرية التعبير الأخرى في العالم الغربي والذي يسمح للمؤسسات الحكومية والمؤسسات الأخرى بقمع الاحتجاجات المؤيدة لفلسطين. قد استخدم هذا المصطلح من قبل الناشطين المؤيدين للفلسطينيين خاصة خلال حرب غزة والاحتجاجات المرتبطة بها والتي دعت إلى وقف إطلاق النار، منتقدين الدعم العسكري والدبلوماسي الأمريكي لإسرائيل، وغزو إسرائيل لقطاع غزة وسلوكها الحربي. كما استخدم المصطلح بانتظام من قبل المدافعين عن الحرية الأكاديمية وحرية التعبير لانتقاد السياسات التي تنفذها المؤسسات الجامعية ضد المتظاهرين المؤيدين لفلسطين في الحرم الجامعي والذين يطالبون بسحب استثماراتهم من إسرائيل.

## الوصف
في عام 2015، نشرت منظمة فلسطين القانونية تقريرًا موسعًا مع مركز الحقوق الدستورية حول ما وصفته المنظمتان بأنه "استثناء فلسطين لحرية التعبير"، وبدأت في تشغيل قسم إخباري مخصص لتوثيق وتحليل حالات الاستثناء الفلسطيني في المؤسسات التعليمية وخاصة الحرم الجامعي، والتغطية الإعلامية، وقمع الاحتجاجات. يصف الناشطون والعلماء المؤيدون لفلسطين "الاستثناء الفلسطيني" بأنه نمط موثق من التمييز المؤسسي والتطبيق الانتقائي للسياسات التي يقال إنها تستهدف وتقيد بشكل خاص الأصوات الفلسطينية والمنح الدراسية والدعوة في المؤسسات الأكاديمية والإعلامية الغربية. تتجلى هذه الظاهرة، التي تُستخدم بشكل خاص لوصف الأحداث في أمريكا الشمالية وأوروبا، من خلال ما يوصف بالمحاولات المنهجية لإسكات الروايات الفلسطينية والمناقشات النقدية للسياسات الإسرائيلية تجاه الأراضي الفلسطينية، مع التأكيد بشكل غير متناسب على منصات وجهات النظر المعارضة.
تشمل الآليات المؤسسية التي وصفها المدافعون المؤيدون للفلسطينيين والتي تطبق استثناء فلسطين اعتماد تعريفات محددة لمعاداة السامية تشمل انتقاد سياسات الدولة الإسرائيلية ، وتنفيذ سياسات تقييدية لحرية التعبير أو الحوار في المؤسسات التعليمية ، والتطبيق الاختياري لمتطلبات "التوازن" في التغطية الإعلامية، والضغط الخارجي من جماعات المناصرة المؤيدة لإسرائيل مثل لجنة الشؤون العامة الأمريكية الإسرائيلية، ومركز إسرائيل والشؤون اليهودية، ومنظمة المرأة الصهيونية الدولية.
في الأوساط الأكاديمية، يتم وصف القيود على أنها تطبيق انتقائي لمبادئ الحرية الأكاديمية، والضغط على المؤسسات لإلغاء الفعاليات أو سحب دعوات التحدث بشأن القضايا الفلسطينية، والتعقيدات في عمليات التوظيف والتثبيت للباحثين العاملين في القضايا الفلسطينية، وتنفيذ سياسات تقيد على وجه التحديد انتقاد سياسات الدولة الإسرائيلية. كما زُعم أيضًا أن هذه الظاهرة تمتد إلى أنظمة التعليم الابتدائي والثانوي، كما هو الحال مع مجلس مدرسة منطقة تورنتو الذي سمح لجماعات الضغط المؤيدة لإسرائيل مثل مركز إسرائيل واليهود بتشكيل المناهج الدراسية بشكل مباشر.

## حالات حدثت
من الأمثلة البارزة على ذلك ما حدث في كلية الحقوق بجامعة تورنتو، حيث تم سحب عرض توظيف للباحثة فالنتينا أزاروفا في البداية بعد ضغوط خارجية من أحد المانحين فيما يتصل بعملهم في مجال حقوق الإنسان الفلسطينية. قد أدى إلغاء العرض إلى احتجاجات أكاديمية واسعة النطاق ومقاطعات برئاسة الجمعية الكندية لأساتذة الجامعات، مما أدى في النهاية إلى إعادة الجامعة عرض العمل على أزاروفا، التي رفضت. استخدم هذا المصطلح أيضًا مُحرر في مجلة هارفارد للقانون لوصف سحب مقال للمحامي الفلسطيني في مجال حقوق الإنسان والباحث القانوني ربيع إغبارية يناقش فيه استخدام " النكبة " كمصطلح قانوني، وذلك بعد تدخل رئيسة مجلة هارفارد للقانون أبسارا آير.

## الإعلام
يستشهد العديد من الناشطين المؤيدين للفلسطينيين بالتغطية الإعلامية الغربية باعتبارها دليلاً على أنماط الاستثناء الفلسطيني. تشمل الأمثلة البارزة سياسات شبكات الأخبار المختلفة التي تقيد استخدام مصطلح "فلسطين"، مثل ما حدث مع هيئة الإذاعة الكندية (CBC) وصحيفة نيويورك تايمز. في إحدى الحوادث، طُلب من المذيع الضيف في قناة CBC Current ، دونكان ماكيو، تقديم اعتذار علني لإشارته إلى فلسطين أثناء مقابلة. كما لوحظ أن منصات التواصل الاجتماعي مثل موقعي فيسبوك وإنستغرام التابعين لشركة ميتا بلاتفورمز تقوم بشكل منهجي برقابة أو تقليل وزن استخدام المصطلحات المتعلقة بفلسطين والصراع المستمر.

## احتجاجات الحرم الجامعي
منذ بداية حرب غزة، تم استخدام مصطلح استثناء فلسطين بشكل متكرر لوصف الأنماط الموثقة من ردود الفعل المؤسسية غير المتناسبة للاحتجاجات المؤيدة للفلسطينيين مقارنة بحركات العدالة الاجتماعية الأخرى في الحرم الجامعي. كما انتقد المتظاهرون المؤيدون للفلسطينيين وحلفاؤهم تصرفات العديد من إدارات الجامعات باعتبارها تساهم في ترسيخ "استثناء فلسطين" للحرية الأكاديمية. أثار الطلاب المؤيدون للفلسطينيين وحلفاؤهم مخاوف بشأن معاداة الفلسطينيين وكراهية الإسلام. تم فتح تحقيقات من قبل وزارة التعليم الأمريكية في جامعة كولومبيا، وجامعة إيموري، وجامعة نورث كارولينا، وجامعة ماساتشوستس أمهرست بشأن استجابة إداراتهم للاحتجاجات الطلابية والدعوة منذ بداية الحرب.
أشار تحليل مقارن لأساليب جامعة هارفارد المختلفة في التعامل مع الاحتجاجات الطلابية إلى أن الإدارة استجابت بشكل مدروس لمخيمات مناهضة الفصل العنصري في عام 1986، ومخيمات حركة احتلوا وفرض القيود على الوصول في عام 2011، وحصار النشطاء البيئيين في عام 2015، مع فرض عقوبات ضئيلة على الطلاب المشاركين. على النقيض من الاضطرابات المؤقتة السابقة، واجهت المعسكرات المؤيدة للفلسطينيين في حرم جامعة هارفارد تهديدات بالتعليق الجماعي، وتطبيق القواعد والقيود بشكل أكثر صرامة، وما وصف بأنه تحول بعيدًا عن الحوار والاحتجاج كجزء من الخطاب الأكاديمي، وهو أمر ضروري لحماية الحرية الأكاديمية.
كما وصف العديد من المؤيدين للفلسطينيين إدارة هارفارد بأنها تطبق استثناء فلسطين من خلال منع ثلاثة عشر طالبًا جامعيًا من استلام شهاداتهم في حفل التخرج السنوي نتيجة لمشاركتهم في الاحتجاجات المؤيدة للفلسطينيين. انتقد ما يقرب من 500 من أعضاء هيئة التدريس والطلاب في جامعة هارفارد العقوبات ووصفوها بأنها غير متناسبة وغير مسبوقة ومصممة لقمع الخطاب المفتوح، في حين حددها آخرون كمثال على "استثناء فلسطين" لحرية التعبير.

## الاستجابات
بحسب جايرو آي. فونيز فلوريس، فإن العديد من جماعات المناصرة المؤيدة للفلسطينيين تحولت إلى منصات التواصل الاجتماعي الأقل تقييداً مثل تويتر/إكس من أجل التهرب من الرقابة أو العقاب عند الحديث عن حرب غزة والأزمة الإنسانية الناجمة عنها. كما استخدمت عدة مجموعات وسائل التواصل الاجتماعي أو منصات الرسائل الفورية لتنظيم الاحتجاجات والحملات الإعلامية وغيرها من الأنشطة دون إشراف مباشر. ويقول فونيز فلوريس إن هذه التحولات حدثت استجابة لمزاعم مفادها أن التغطية الإعلامية التقليدية غالبًا ما تعمل على تضخيم المبررات المؤسسية لتقييد حرية التعبير، مع إعطاء اهتمام أقل لوجهات نظر أعضاء هيئة التدريس والطلاب. تم إنتاج فيلم يوثق استثناء فلسطين في الأوساط الأكاديمية وأثناء الاحتجاجات المؤيدة للفلسطينيين في الحرم الجامعي وتم عرضه في العديد من الجامعات.